# 李承況
李承況（?—?），唐朝將領，左羽林將軍，參加重俊之變，敗死。

## 簡介
宗法上的祖先是楚哀王李智雲。祖父為过继为李智雲嗣子的楚王李靈龜、父親為右威衛將軍李福嗣，降為公爵。
唐中宗神龍三年（707年），從節愍太子李重俊發動兵變，誅殺權奸武三思、武崇訓等。因唐中宗呼喊，士兵倒戈，承況被斬殺。